# Mão chifrada

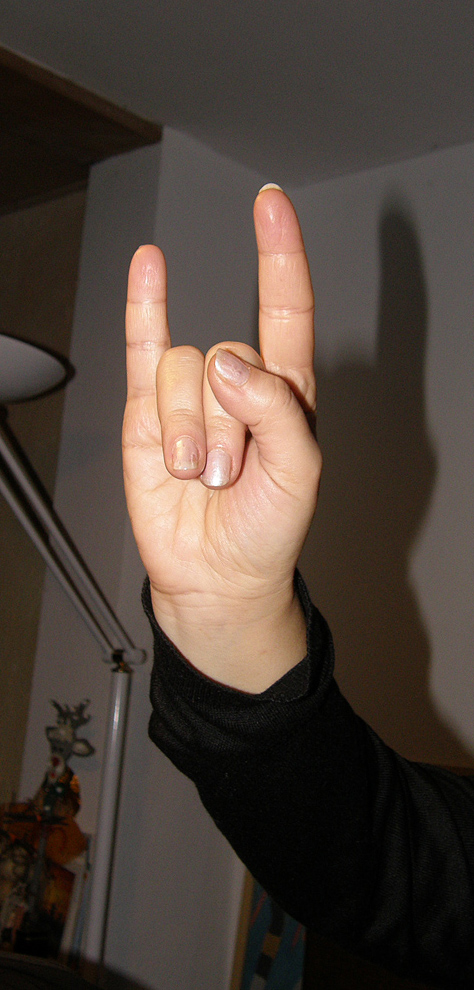
Uma demonstração da mão chifrada.

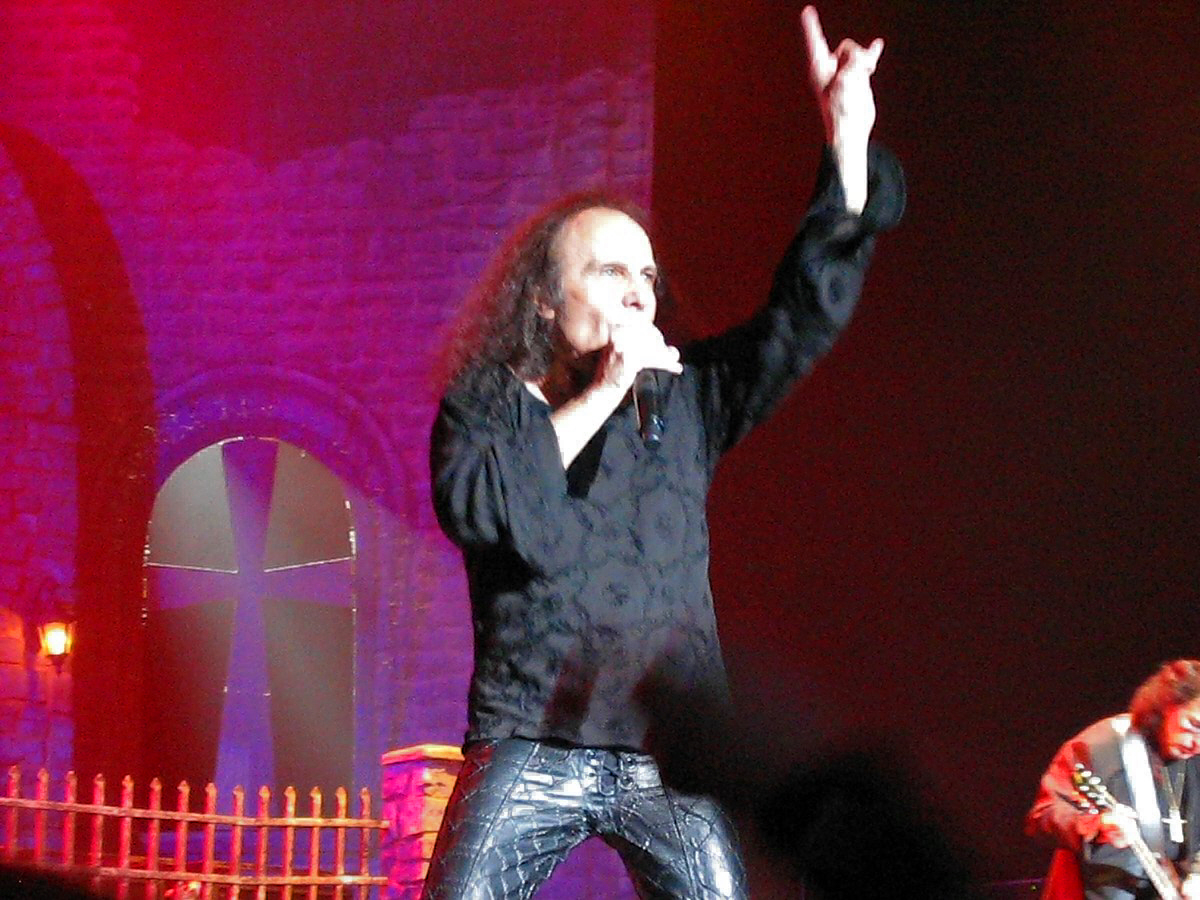
Ronnie James Dio fazendo o gesto no concerto da banda Heaven and Hell em 2007.

Mão chifrada, também conhecido como Maloik ou Mano Cornuta, é um símbolo conhecido por vários termos. Nos dias de hoje é muitas vezes considerado um sinal de adoração a ritos satânicos, tendo sido amplamente utilizado em diversas culturas ancestrais, principalmente mediterrâneas, como um sinal de proteção contra o mal (na Itália é como um equivalente das tradicionais três batidas na madeira). A utilização deste símbolo dentre os headbangers (fãs de Heavy Metal) não tem propriamente o objetivo primordial (satanismo).
Ronnie James Dio é conhecido por ter introduzido o gesto no gênero musical quando esteve no Black Sabbath, a partir de 1979. O gesto, contudo, já havia sido usado no mundo do rock em outras oportunidades. Na capa do álbum Yellow Submarine, dos Beatles, lançado em 1969, o cartoon de John Lennon faz o sinal de chifre por trás da cabeça de Paul McCartney. A ilustração foi baseada numa foto de 1967, em que Lennon aparece claramente fazendo o sinal da mão chifrada.
A capa do álbum Witchcraft Destroys Minds & Reaps Souls (1969), da banda de rock psicodélico Coven, mostra dois membros da banda fazendo o sinal dos chifres — o álbum tem várias faixas que fazem referência a satanismo e ocultismo. A partir do início de 1968, os concertos do Coven sempre começaram e terminaram com o vocalista Jinx Dawson fazendo o sinal no palco. Já em 1977, o álbum Love Gun, do KISS, tem uma ilustração em que o baixista e vocalista Gene Simmons faz o gesto.
Ao longo da carreira, Dio popularizou a expressão da "mão chifrada". No documentário "Metal: A headbanger's journey", ele faz referência à seus avós vindos da Itália (seu sobrenome é Padavona) e que sua avó usava o gesto para afastar ou lançar "mau-olhado" para alguém; gesto bem comum entre supersticiosos do Mediterrâneo.
O uso da mão chifrada às vezes é utilizado em um tom de ironia, visto que o heavy metal em geral já era uma música considerada satânica pela cultura popular, os precursores do metal adicionaram esse símbolo a fim de ironizar, e consequentemente aumentar ainda mais esse clichê criado pela população, que na grande maioria das vezes é falso, visto que o satanismo não é considerado um tema tão lírico para o heavy metal, que tem outros temas, como história (vide Iron Maiden), Idade Média (Blind Guardian), história viquingue (Amon Amarth), e até mesmo o cristianismo (Stryper). O único estilo musical dentro do metal que utiliza de ritos satânicos é o black metal, mas, algumas bandas de thrash/death metal apresentam fortes influências do satanismo em suas musicas.
Durante uma reunião da União Europeia em fevereiro de 2002, o ex-primeiro-ministro italiano Silvio Berlusconi foi fotografado fazendo este gesto por trás das costas do ministro dos Negócios Estrangeiros espanhol. Quando questionado sobre o incidente, ele respondeu: " — Eu só estava brincando.".